# Fortalesa Hohensalzburg
Fortalesa Hohensalzburg (alemany: Festung Hohensalzburg) és una gran fortalesa medieval a la ciutat de Salzburg, Àustria. Es troba al cim del Festungsberg a una altitud de 506 m. Va ser erigit per ordre dels prínceps arquebisbes de Salzburg. La fortalesa és de 250 m (820 ft) de llarg i 150 m (490 ft) d'ample que el converteix en un dels castells medievals més grans d'Europa.

## Història

### Fundació

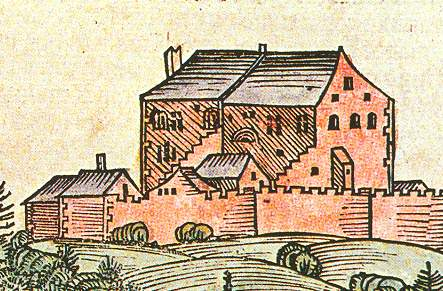
Una de les primeres representacions del castell a la dècada de 1460, de la Schedel'sche Weltchronik

La construcció de la fortalesa va començar l'any 1077 sota l'arquebisbe Gebhard von Helfenstein. El disseny original era un bany bàsic amb una paret de fusta. En el Sacre Imperi Romanogermànic, els arquebisbes de Salzburg eren ja poderoses figures polítiques i van ampliar la fortalesa per protegir els seus interessos. El conflicte d'Helfenstein amb l'emperador Enric IV durant la polèmica d'investidura va influir en l'expansió de la fortalesa, amb l'arquebisbe al costat del papa Gregori VII i de l'anti-rei alemany Rodolf de Rheinfelden. La fortalesa es va anar ampliant progressivament durant els segles següents. Les muralles i les torres van ser construïdes l'any 1462 sota el mandat del príncep arquebisbe Burkhard II von Weißpriach .
El príncep arquebisbe Leonhard von Keutschach va ampliar encara més la fortalesa durant el seu mandat des de 1495 fins a 1519. El seu coadjutor Matthäus Lang von Wellenburg, que més tard havia de succeir a Leonhard, va escriure el 1515 una descripció del Reisszug, un funicular molt primerenc i primitiu que proporcionava accés de mercaderies al pati superior de la fortalesa. La línia encara existeix, encara que en forma actualitzada, i és probablement el ferrocarril en funcionament més antic del món. Els baluards exteriors actuals, iniciats al segle xvi i acabats al XVII, es van afegir per precaució per temors a la invasió turca.
L'única vegada que la fortalesa va quedar assetjada va ser durant la guerra dels camperols alemanys el 1525, quan un grup de miners, pagesos i habitants van intentar derrocar el príncep-arquebisbe Matthäus Lang, però no va aconseguir prendre la fortalesa. El 1617 va morir l'arquebisbe deposat Wolf Dietrich von Raitenau a la presó de la fortalesa. Durant la Guerra dels Trenta Anys, l'arquebisbe comte París de Lodron va reforçar les defenses de la ciutat, inclosa Hohensalzburg. Va afegir diverses parts a la fortalesa, com ara les botigues de pólvora i portes addicionals. La fortalesa va ser lliurada sense lluita a les tropes franceses sota el comandament del general Jean Victor Marie Moreau durant la guerra napoleònica de la Segona Coalició el 1800 i l'últim príncep-arquebisbe comte Hieronymus von Colloredo va fugir a Viena. Al segle xix, es va utilitzar com a caserna, magatzem i calabós abans de ser abandonat com a avançada militar el 1861.

### Història recent
La fortalesa de Hohensalzburg va ser reformada a partir de finals del segle XIX i es va convertir en una gran atracció turística amb el funicular Festungsbahn, inaugurat l'any 1892, que conduïa des de la ciutat fins al Hasengrabenbastei; Actualment és un dels castells més ben conservats d'Europa.
A principis del segle XX es va utilitzar com a presó. El ceramista, escultor i pintor alemany Arno Lehmann va viure i crear a la fortalesa de Hohensalzburg des de 1949 fins a la seva mort el 1973.
La fortalesa de Hohensalzburg va ser seleccionada com a motiu principal per a la moneda commemorativa austríaca de l'abadia de Nonnberg encunyada el 5 d'abril de 2006. Aquesta va ser la primera moneda de la sèrie "Grans abadies d'Àustria". Mostra el convent benedictí de l'abadia de Nonnberg. Al cim del turó, al fons, es veu la fortalesa i l'església de Kajetaner. També l'any 1977 la Casa de la Moneda austríaca va emetre una moneda per al 900 aniversari de la fortalesa de Hohensalzburg.

## Galeria

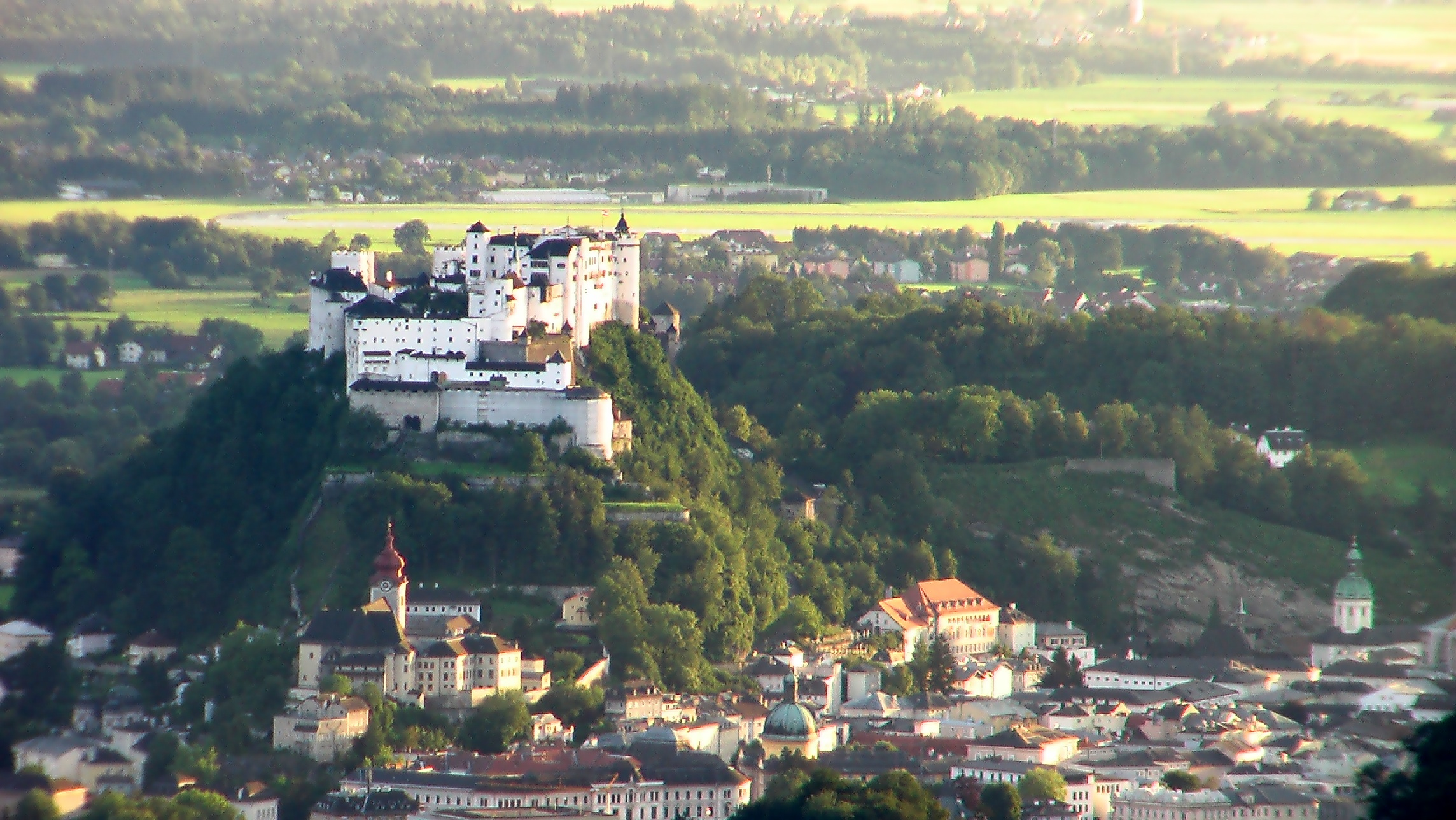
Fortalesa de Hohensalzburg i Salzburg, vista des de "Gersberg Alm"
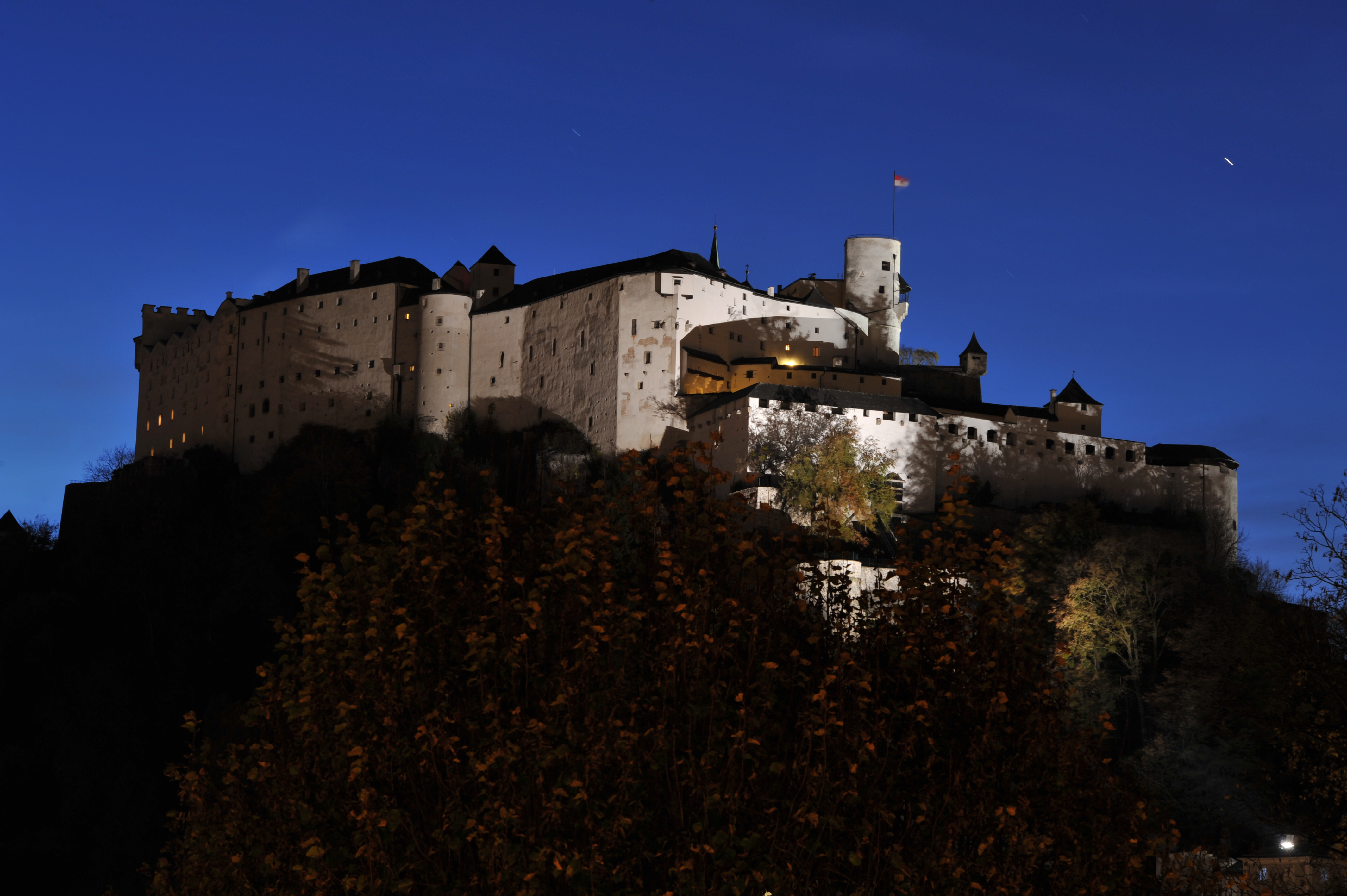
Fortalesa de Hohensalzburg a la nit
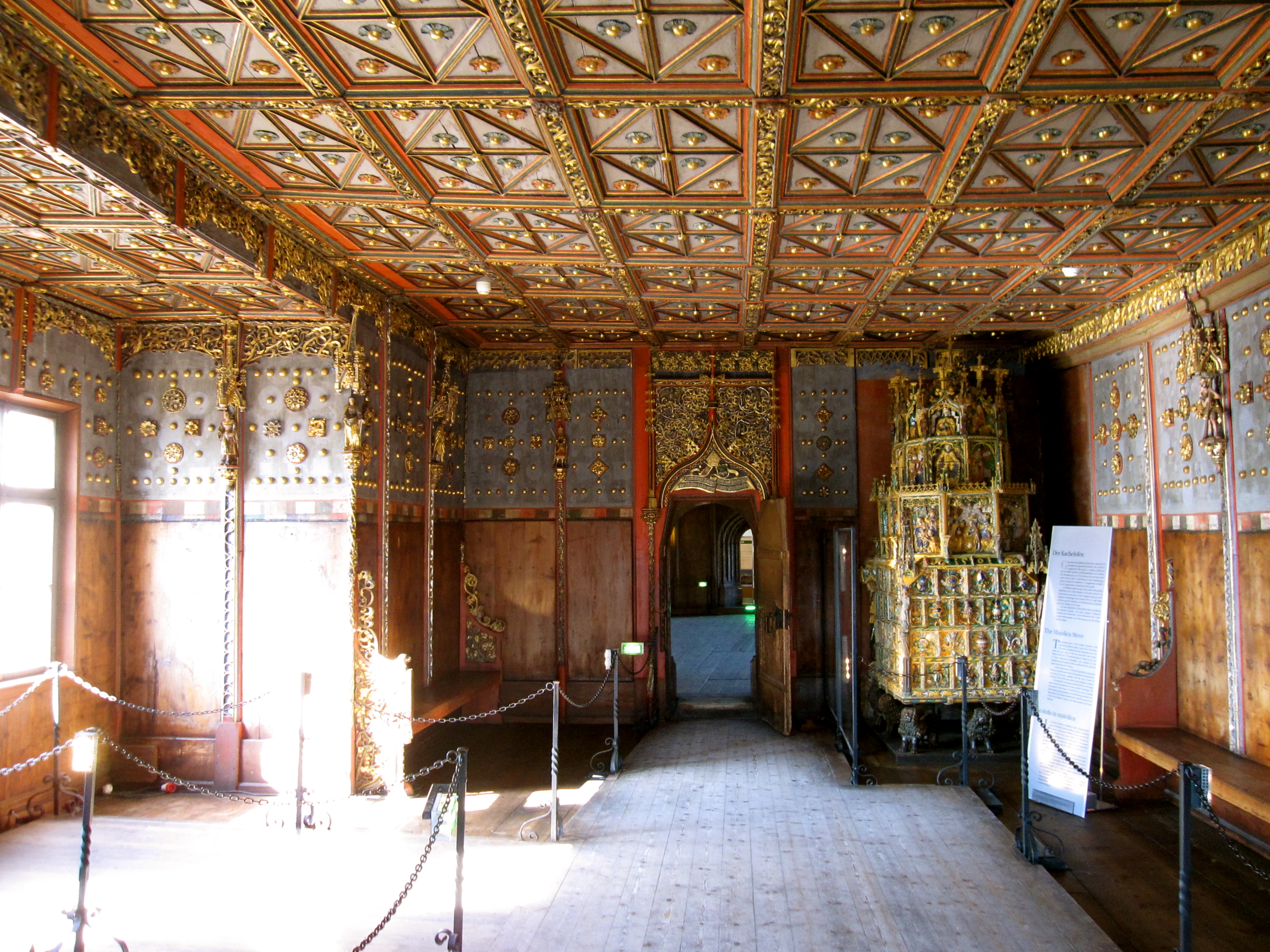
Cambra Daurada
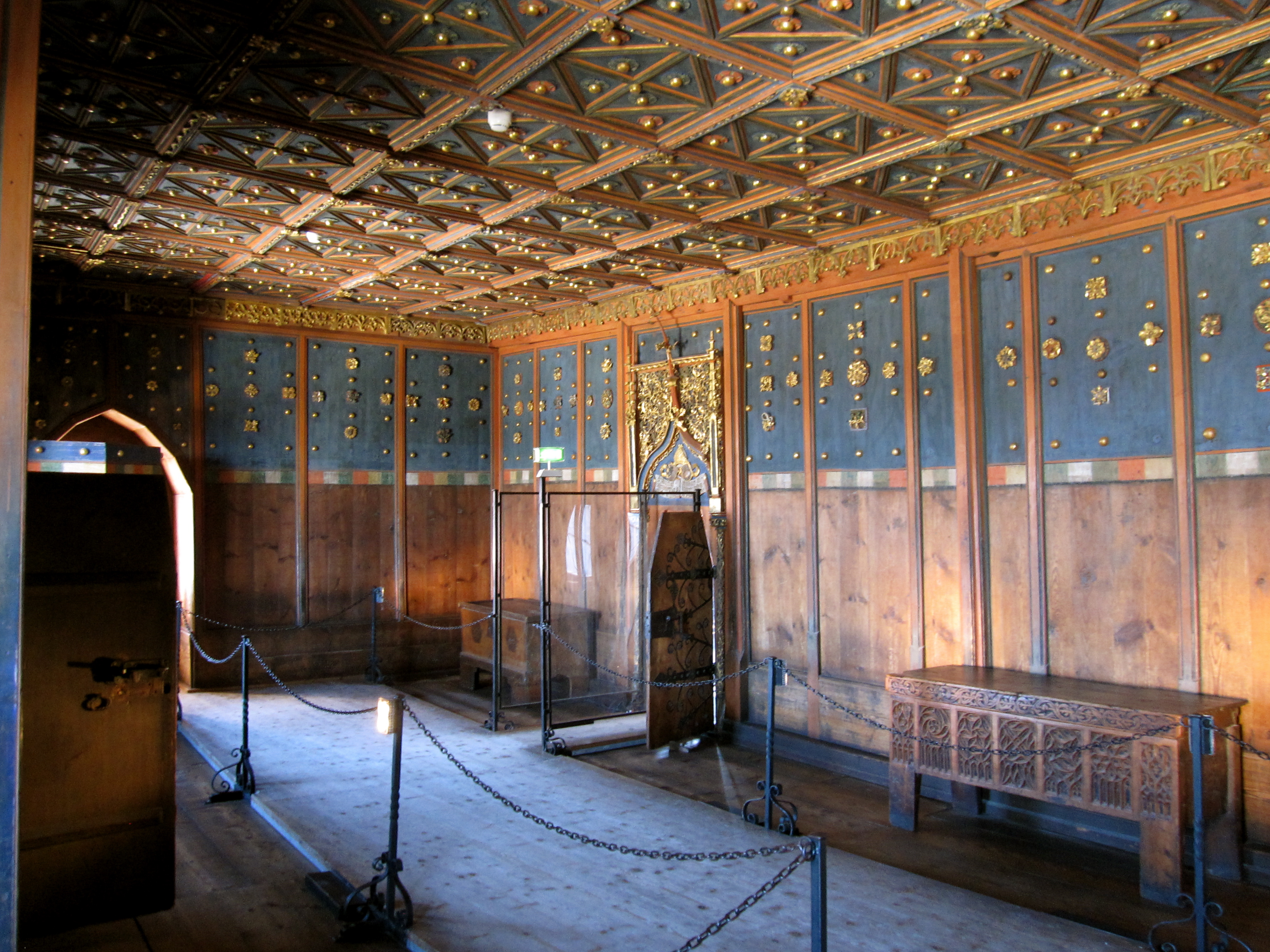
Dormitori del Príncep-bisbe
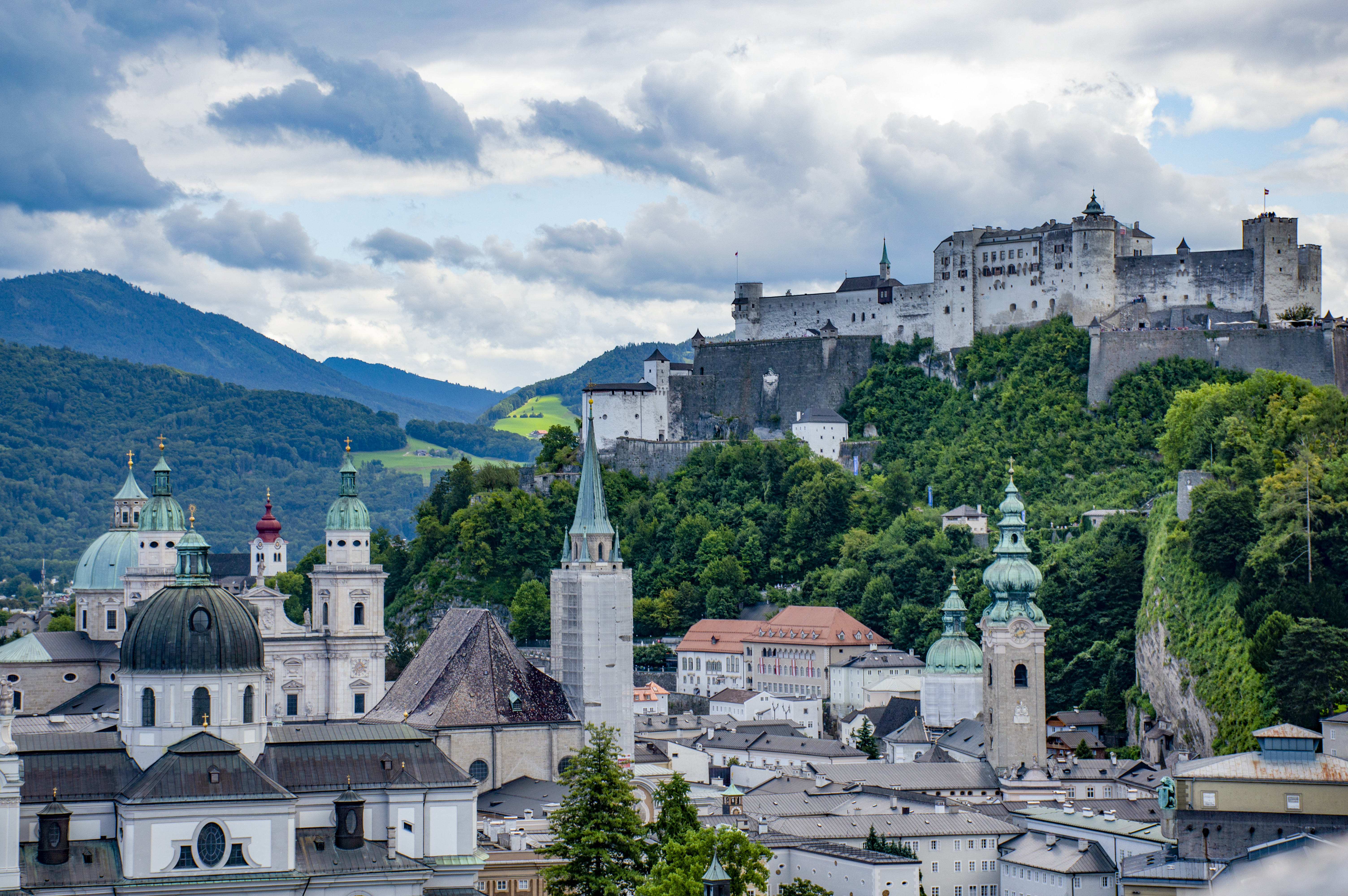
Hohensalzburg vist des del Museu d'Art Modern
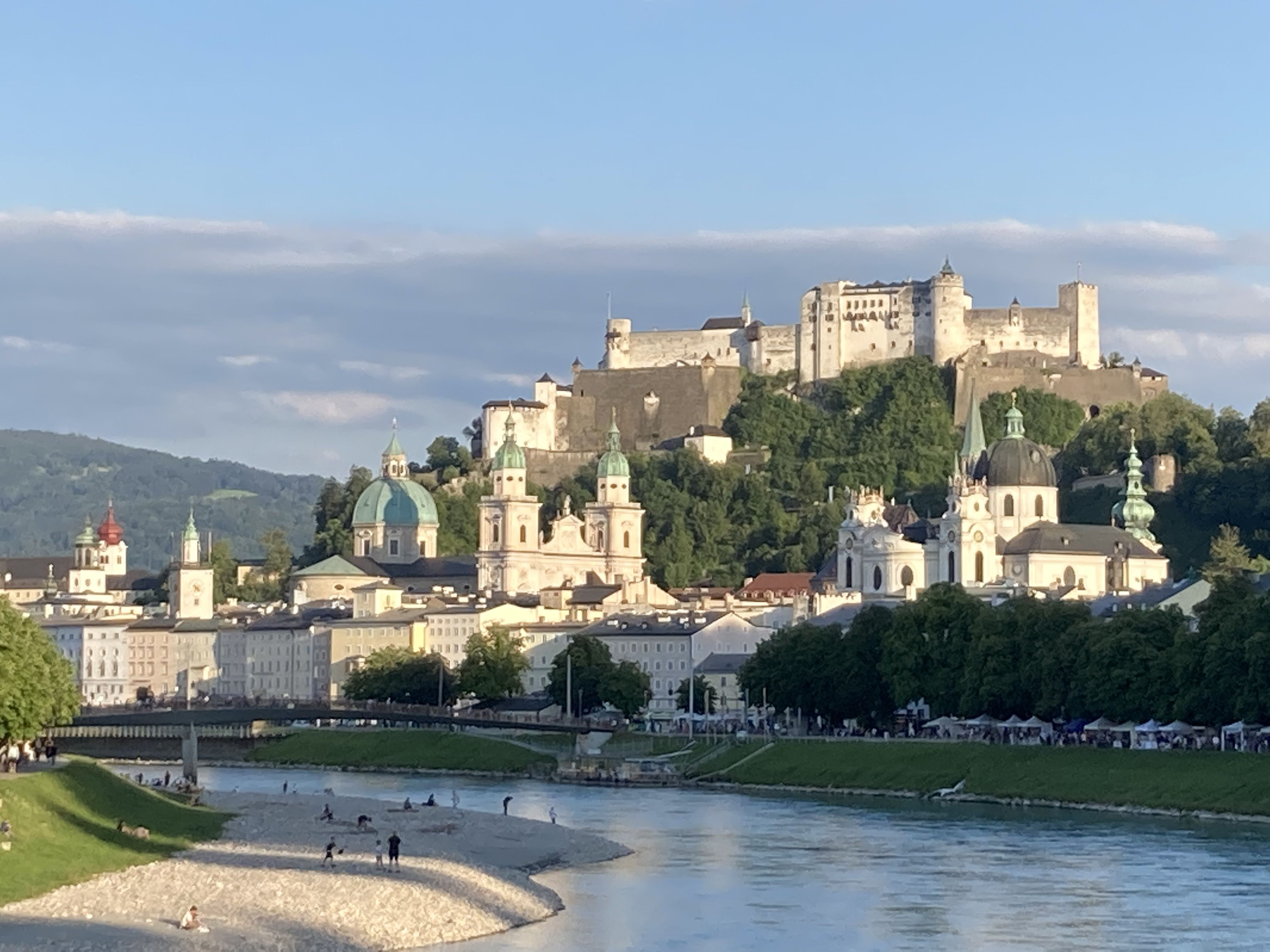
Vista des del Salzach